# Raúl (Sänger)

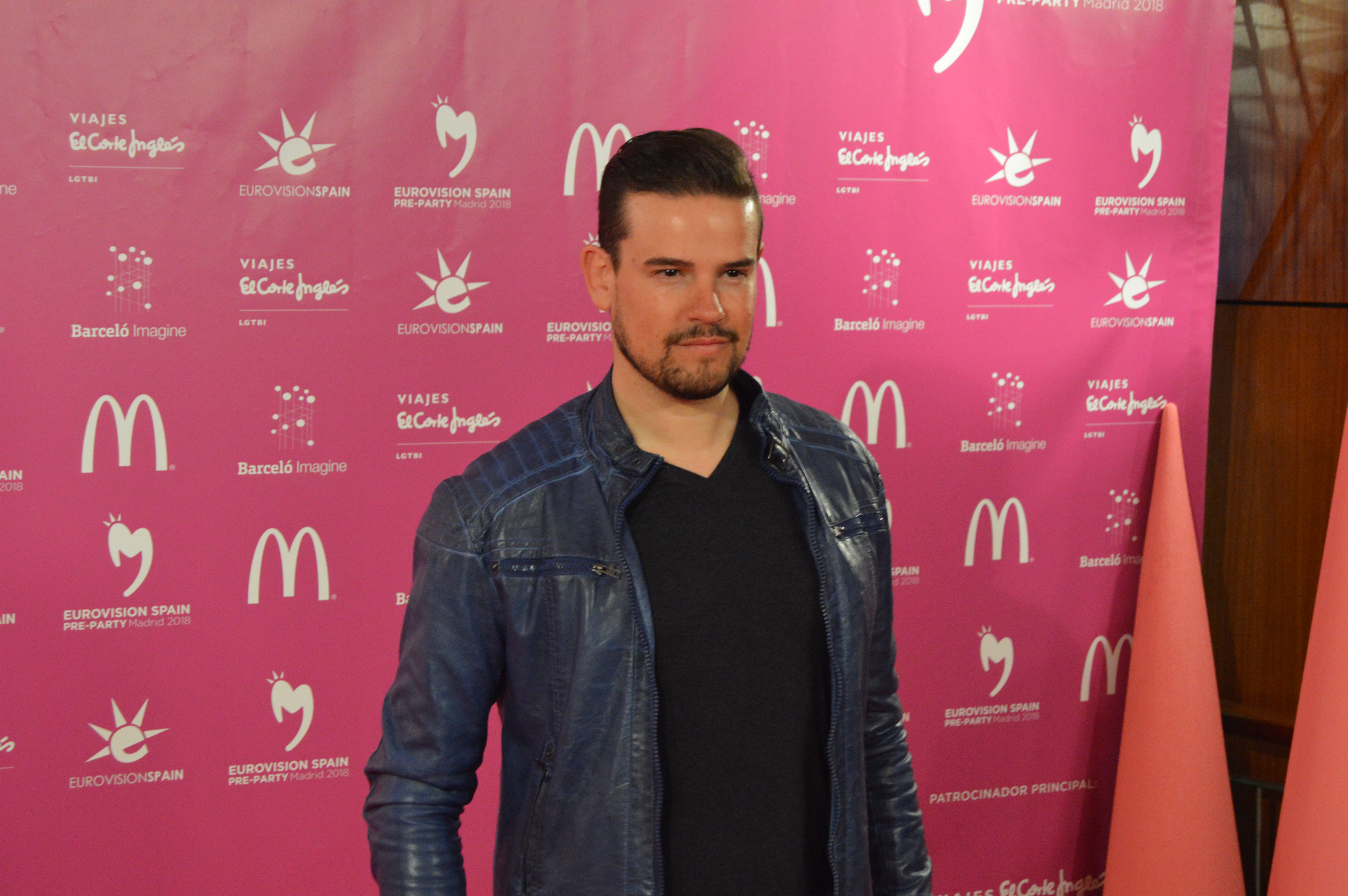
Raúl (2018)

Raúl Fuentes Cuenca (* 9. Februar 1975 in Vitoria-Gasteiz, Álava) ist ein spanischer Popsänger, bekannt unter seinem Bühnennamen Raúl.

## Leben
Im Jahr 2000 beteiligte er sich mit dem Lied Sueño su boca an der spanischen Vorauswahl für den Eurovision Song Contest und wurde Zweiter. Auch sein Debütalbum mit zwei Chartsingles erschien.
2001 hatte er mit Prohibida Platz 1 in den spanischen Charts erreicht. Seither hat er in Spanien mehrere Alben veröffentlicht. Außerhalb Spaniens ist er wenig bekannt. 2014 nahm er erneut an der spanischen Vorausscheidung zum Eurovision Song Contest teil. Mit dem Song Seguir sin ti belegte er hierbei den vierten Platz.

## Diskografie

### Studioalben
| Jahr | Titel         | Höchstplatzierung, Gesamtwochen, AuszeichnungChartsChartplatzierungen (Jahr, Titel, Platzierungen, Wochen, Auszeichnungen, Anmerkungen) | Anmerkungen |
| Jahr | Titel         | ES | Anmerkungen |
| ---- | ------------- | --- | ----------- |
| 2005 | Ya no es ayer | ES21 (5 Wo.)ES |             |
| 2011 | Contramarea   | ES70 (2 Wo.)ES |             |

Weitere Studioalben
- 2000: Sueño su boca (ES: Gold)[2]
- 2001: Haciendo trampas (ES: Gold)
- 2003: As de corazones (ES: Gold)
- 2007: Una vida

### Weitere Alben
- 2000: Remixes y Unplugged
- 2003: As de corazones remixes

### Singles
| Jahr | Titel Album                | Höchstplatzierung, Gesamtwochen, AuszeichnungChartsChartplatzierungen (Jahr, Titel, Album, Platzierungen, Wochen, Auszeichnungen, Anmerkungen) | Anmerkungen |
| Jahr | Titel Album                | ES | Anmerkungen |
| ---- | -------------------------- | --- | ----------- |
| 2000 | Sueño su boca              | ES3 (17 Wo.)ES |             |
| 2000 | Baila Sueño su boca        | ES7 (6 Wo.)ES |             |
| 2001 | Prohibida Haciendo trampas | ES1 (13 Wo.)ES |             |